# Красный Маныч (Ставропольский край)
Кра́сный Ма́ныч — посёлок в Туркменском муниципальном округе Ставропольского края России.

## Название
Название посёлок получил от названия реки Маныч. Слово «красный» по одной из них версий связывается с красноватым оттенком воды в артезианских колодцах.

## География
Посёлок расположен на правом берегу реки Голубь, на высоте 99 м над уровнем моря.
Расстояние до краевого центра: 162 км.
Расстояние до районного центра: 39 км.

## История
В конце 1920-х годов в восточную часть Туркменского района, где протекали речки Рагули и Маныч, начало прибывать русское население.
В 1931—1932 годах на бывших кулацких землях организовали совхоз «Красный Маныч», в 1935 году построили центральную усадьбу хозяйства — посёлок Красный Маныч. В 1939 году здесь организовали женскую тракторную бригаду.
В годы Великой Отечественной войны на фронт ушло 420 рабочих совхоза. Многие жители воевали в партизанском отряде «За Родину» (командир И. С. Зайцев), который действовал в период временной оккупации в восточной части края.
С 1954 году в северо-восточных районах края началось освоение целинных и залежных земель. В «Красный Маныч» прибыли целинники из других районов Ставрополья. Они создали комсомольско-молодёжные тракторные бригады. В первый же год в совхозе подняли 5,5 тыс. га целины.
В 1963 году образован Красноманычский сельский Совет (в составе Апанасенковского района).
В 1964 году Указом Президиума ВС РСФСР посёлок Центральная усадьба совхоза «Красный Маныч» переименован в Красный Маныч.
На 1 марта 1966 года в составе территории Красноманычского сельсовета числилось 5 населённых пунктов: Голубиный, Красный Маныч (центр), Новокучерлинский, Новорагулинский и Прудовый:8.
В 1976 году в Красном Маныче построено здание средней школы.
В 1997 году в окрестностях посёлка обнаружены древние захоронения.
До 16 марта 2020 года посёлок был административным центром упразднённого Красноманычского сельсовета.

## Население
| 1960 | 1989 | 1993  | 2002 | 2010 | 2014 |
| ---- | ---- | ----- | ---- | ---- | ---- |
| 580  | ↗840 | ↗1000 | ↘915 | ↗940 | ↘900 |

По данным переписи 2002 года, 86 % населения — русские.

## Инфраструктура
- Центр культуры и досуга[12]
- Красноманынчская сельская библиотека[13]. Открыта 22 мая 1965 года[4]
- Красноманычская участковая больница. Открыта 1 января 1951 года[14]
- СПК племенного репродуктора «Красный Маныч». Открыт 8 ноября 1935 года как совхоз «Красный Маныч»[4]

## Образование
- Детский сад № 15[15]. Открыт 27 сентября 1985 года[4]
- Средняя общеобразовательная школа № 13[16]

## Кладбища
В посёлке 2 кладбища:
- общественное открытое (660 м на северо-запад от земельного участка № 5 по улице Тихой), площадью 10 367 м²;
- общественное открытое (430 м на северо-запад от земельного участка № 5 по улице Тихой), площадью 7772 м²[17].